# Cây nước mắt
Cây nước mắt là một bộ phim truyền hình được thực hiện bởi Hãng phim Truyền hình Thành phố Hồ Chí Minh, Đài Truyền hình Thành phố Hồ Chí Minh cùng Hãng phim Cửu Long do Nguyễn Xuân Hiệp làm đạo diễn. Phim được chuyển thể từ tiểu thuyết cùng tên của Huệ Ninh. Phim phát sóng vào lúc 22h00 từ thứ 2 đến thứ 5 hàng tuần bắt đầu từ ngày 21 tháng 12 năm 2020 và kết thúc vào ngày 2 tháng 3 năm 2021 trên kênh HTV9.

## Nội dung
Cây nước mắt là câu chuyện xoay quanh mối tình đẹp nhưng đầy gian truân của cô gái phu cao su nghèo Nhàn (Linh Chi) với ông chủ đồn điền giàu có người Pháp Paul (Kyo York). Khi tình yêu của hai người chớm nở, cũng là lúc những sóng gió và khổ đau ập đến bởi sự phân biệt giai cấp và lòng hận thù dân tộc đối với Thực dân Pháp xâm lược. Bên cạnh đó, lòng người gian ác, ganh ghét và nhẫn tâm luôn ngày đêm rắp tâm hãm hại, gây chia rẽ tình yêu trong sáng của giữa Nhàn và Paul...

## Diễn viên
- Kyo York trong vai Paul[4][6]
- Linh Chi trong vai Nhàn[4]
- Hồng Ánh trong vai Chị 50[7][8]
- Lê Vinh trong vai Anh 70
- Quách Tĩnh trong vai Ông Vệ
- Khánh Hưng trong vai Cai Bưởi
- Đức Long trong vai Cai Dũng
- Ngô Thành Tá trong vai Năm
- Hoàng Minh trong vai Sâm
- Bruno Bondouaire trong vai Ông Hall
- Khánh Hoà trong vai Hoa
- Quang Minh trong vai Ông Kiên
- Kiều Ngân trong vai Bạch Trà

Cùng một số diễn viên khác....

## Nhạc phim
Bài hát trong phim là ca khúc "Cây nước mắt" do Phạm Hữu Tâm sáng tác và Tuyết Mai thể hiện.

## Giải thưởng
| Năm  | Giải thưởng   | Hạng mục                                | (Người) đề cử    | Kết quả | Tham khảo |
| ---- | ------------- | --------------------------------------- | ---------------- | ------- | --------- |
| 2021 | Ngôi Sao Xanh | Phim truyền hình xuất sắc nhất          | —                | Đề cử   | [ 9 ]     |
| 2021 | Ngôi Sao Xanh | Đạo diễn xuất sắc nhất                  | Nguyễn Xuân Hiệp | Đề cử   | [ 9 ]     |
| 2021 | Ngôi Sao Xanh | Nam diễn viên truyền hình xuất sắc nhất | Kyo York         | Đề cử   | [ 9 ]     |
| 2021 | Ngôi Sao Xanh | Nam diễn viên truyền hình xuất sắc nhất | Lê Vinh          | Đề cử   | [ 9 ]     |
| 2021 | Ngôi Sao Xanh | Nữ diễn viên truyền hình xuất sắc nhất  | Linh Chi         | Đề cử   | [ 9 ]     |
| 2021 | Ngôi Sao Xanh | Nữ diễn viên truyền hình xuất sắc nhất  | NSƯT Hồng Ánh    | Đề cử   | [ 9 ]     |